# كرامة وخنك كير (كرامة)
كرامة وخنك كير هي إحدى مشيخات المملكة المغربية، تتبع جغرافيا لإقليم ميدلت وإداريًا لكرامة. يقدر عدد سكانها بـ 1484 نسمة حسب الإحصاء الرسمي للسكان والسكنى لسنة 2004.